# Hester Pinney Waterfall
Der Hester Pinney Waterfall ist ein Wasserfall bislang nicht ermittelter Fallhöhe im Mount-Aspiring-Nationalpark in der Region Otago auf der Südinsel Neuseelands. Er liegt im Lauf des Hester Pinney Creek, der unweit hinter dem Wasserfall in westlicher Fließrichtung an der Junction Flat in den östlichen Zweig des Matukituki River mündet. 
Der Wasserfall ist im Rahmen einer mehrstündigen Wanderung über den East Matukituki Track erreichbar.